# Il suo nome era Pot... ma... lo chiamavano Allegria
Il suo nome era Pot... ma... lo chiamavano Allegria è un film del 1971, diretto da Lucio Giachin e Demofilo Fidani (con lo pseudonimo di Dennis Ford).

## Trama
Pot, un fuorilegge duro e scanzonato termina un colpo alla banca, con l'aiuto del fratello, del becchino e del bandito feroce Steve. Quest'ultimo decide di tenere il bottino, uccide il fratello di Pot, per poi cadere prigioniero nelle mani di Lobo.